# Garakahalli, Channapatna
Garakahalli là một làng thuộc tehsil Channapatna, huyện Ramanagara, bang Karnataka, Ấn Độ.